# Würmla
Würmla es una localidad del distrito de Tulln, en el estado de Baja Austria, Austria, con una población estimada a principio del año 2018 de 1429 habitantes. 
Se encuentra ubicada en el centro del estado, a poca distancia de Viena y del río Danubio.